# Cendrillon de Paris
Pour plus de détails, voir Fiche technique et Distribution.
Cendrillon de Paris est un film français réalisé par Jean Hémard, sorti en 1930.

## Fiche technique
- Titre : Cendrillon de Paris
- Réalisation : Jean Hémard
- Scénario : Jacques Bousquet et Henri Falk
- Photographie : Raoul Aubourdier, Henri Janvier et Paul Parguel
- Décors : Robert-Jules Garnier
- Son : Robert Beaudoin
- Musique : Roger Dumas, Georges Koger, Léon Raiter, Vincent Scotto
- Montage : Jacques Desagneaux
- Société de production : Les Films Félix Méric
- Pays de production :  France
- Format : Noir et blanc - Son mono
- Genre : Comédie
- Durée : 117 minutes
- Date de sortie : 
  - France : 21 novembre 1930

## Distribution
- Colette Darfeuil : Janine Petitpas
- André Roanne : Jean-Paul
- Alice Tissot : Mme Petitpas
- Marguerite Moreno : la voyante
- Henri Poupon : le brigadier Matabiau
- Janine Merrey : l'ancienne midinette
- Nitta-Jo : Madame Marthe, midinette (la diseuse)
- François Viguier : le baron Perrault
- Henri Alibert
- Pauline Carton
- Paul Ollivier
- André Volbert
- Georgette Dalmas